# Wahlkreis Ayr (House of Commons)
Der Wahlkreis Ayr war von 1950 bis 2005 ein Wahlkreis (englisch constituency) für die Wahl eines Abgeordneten des britischen Unterhauses (House of Commons).

## Ergebnisse

### Parlamentswahl 1950
| Kandidaten           | Kandidaten   | Parteien       | Stimmen | %    |
| -------------------- | ------------ | -------------- | ------- | ---- |
|                      | Thomas Moore | Unionist Party | 21.094  | 58,6 |
|                      | John Pollock | Labour Party   | 14.880  | 41,4 |
| Gesamt               | Gesamt       | Gesamt         | 35.974  | 100  |
|                      |              |                |         |      |
| Quelle: UK Parlament |              |                |         |      |

### Parlamentswahl 1951
| Kandidaten           | Kandidaten   | Parteien       | Stimmen | %    |
| -------------------- | ------------ | -------------- | ------- | ---- |
|                      | Thomas Moore | Unionist Party | 21.985  | 58,3 |
|                      | Jenny Auld   | Labour Party   | 15.702  | 41,7 |
| Gesamt               | Gesamt       | Gesamt         | 37.687  | 100  |
|                      |              |                |         |      |
| Quelle: UK Parlament |              |                |         |      |

### Parlamentswahl 1955
| Kandidaten           | Kandidaten   | Parteien       | Stimmen | %    |
| -------------------- | ------------ | -------------- | ------- | ---- |
|                      | Thomas Moore | Unionist Party | 20.006  | 59,1 |
|                      | Jenny Auld   | Labour Party   | 13.866  | 40,9 |
| Gesamt               | Gesamt       | Gesamt         | 33.872  | 100  |
|                      |              |                |         |      |
| Quelle: UK Parlament |              |                |         |      |

### Parlamentswahl 1959
| Kandidaten           | Kandidaten   | Parteien       | Stimmen | %    |
| -------------------- | ------------ | -------------- | ------- | ---- |
|                      | Thomas Moore | Unionist Party | 19.659  | 54,7 |
|                      | Alex Eadie   | Labour Party   | 16.303  | 45,3 |
| Gesamt               | Gesamt       | Gesamt         | 35.962  | 100  |
|                      |              |                |         |      |
| Quelle: UK Parlament |              |                |         |      |

### Parlamentswahl 1964
| Kandidaten           | Kandidaten     | Parteien       | Stimmen | %    |
| -------------------- | -------------- | -------------- | ------- | ---- |
|                      | George Younger | Unionist Party | 20.047  | 52,2 |
|                      | Alex Eadie     | Labour Party   | 18.346  | 47,8 |
| Gesamt               | Gesamt         | Gesamt         | 38.393  | 100  |
|                      |                |                |         |      |
| Quelle: UK Parlament |                |                |         |      |

### Parlamentswahl 1966
| Kandidaten           | Kandidaten           | Parteien           | Stimmen | %    |
| -------------------- | -------------------- | ------------------ | ------- | ---- |
|                      | George Younger       | Conservative Party | 19.988  | 50,6 |
|                      | Charles E O’Halloran | Labour Party       | 19.504  | 49,4 |
| Gesamt               | Gesamt               | Gesamt             | 39.492  | 100  |
|                      |                      |                    |         |      |
| Quelle: UK Parlament |                      |                    |         |      |

### Parlamentswahl 1970
| Kandidaten           | Kandidaten      | Parteien                        | Stimmen | %    |
| -------------------- | --------------- | ------------------------------- | ------- | ---- |
|                      | George Younger  | Conservative Party              | 22.220  | 52,7 |
|                      | James Craigen   | Labour Party/Co-operative Party | 17.770  | 42,1 |
|                      | Leslie Anderson | Scottish National Party         | 2.186   | 5,2  |
| Gesamt               | Gesamt          | Gesamt                          | 42.176  | 100  |
|                      |                 |                                 |         |      |
| Quelle: UK Parlament |                 |                                 |         |      |

### Parlamentswahl Februar 1974
| Kandidaten           | Kandidaten     | Parteien                | Stimmen | %    |
| -------------------- | -------------- | ----------------------- | ------- | ---- |
|                      | George Younger | Conservative Party      | 21.626  | 50,5 |
|                      | JA McFadden    | Labour Party            | 16.528  | 38,6 |
|                      | CD Calman      | Scottish National Party | 4.706   | 11,0 |
| Gesamt               | Gesamt         | Gesamt                  | 42.860  | 100  |
|                      |                |                         |         |      |
| Quelle: UK Parlament |                |                         |         |      |

### Parlamentswahl Oktober 1974
| Kandidaten           | Kandidaten             | Parteien                        | Stimmen | %    |
| -------------------- | ---------------------- | ------------------------------- | ------- | ---- |
|                      | George Younger         | Conservative Party              | 17.487  | 42,4 |
|                      | Robin S. Stewart       | Labour Party/Co-operative Party | 14.268  | 34,6 |
|                      | Elizabeth Ann Robinson | Scottish National Party         | 6.902   | 16,7 |
|                      | Murray Tosh            | Liberal Party                   | 2.611   | 6,3  |
| Gesamt               | Gesamt                 | Gesamt                          | 41.268  | 100  |
|                      |                        |                                 |         |      |
| Quelle: UK Parlament |                        |                                 |         |      |

### Parlamentswahl 1979
| Kandidaten           | Kandidaten             | Parteien                | Stimmen | %    |
| -------------------- | ---------------------- | ----------------------- | ------- | ---- |
|                      | George Younger         | Conservative Party      | 18.907  | 43,3 |
|                      | Keith McDonald         | Labour Party            | 16.139  | 36,9 |
|                      | Richard McDougal Mabon | Liberal Party           | 4.656   | 10,7 |
|                      | John McGill            | Scottish National Party | 3.998   | 9,1  |
| Gesamt               | Gesamt                 | Gesamt                  | 43.700  | 100  |
|                      |                        |                         |         |      |
| Quelle: UK Parlament |                        |                         |         |      |

### Parlamentswahl 1983
| Kandidaten           | Kandidaten     | Parteien                | Stimmen | %    |
| -------------------- | -------------- | ----------------------- | ------- | ---- |
|                      | George Younger | Conservative Party      | 21.325  | 42,8 |
|                      | Keith McDonald | Labour Party            | 13.338  | 26,8 |
|                      | Chic Brodie    | Liberal Party           | 12.740  | 25,6 |
|                      | Ian Goldie     | Scottish National Party | 2.431   | 4,9  |
| Gesamt               | Gesamt         | Gesamt                  | 49.834  | 100  |
|                      |                |                         |         |      |
| Quelle: UK Parlament |                |                         |         |      |

### Parlamentswahl 1987
| Kandidaten           | Kandidaten     | Parteien                | Stimmen | %    |
| -------------------- | -------------- | ----------------------- | ------- | ---- |
|                      | George Younger | Conservative Party      | 20.942  | 39,4 |
|                      | Keith McDonald | Labour Party            | 20.760  | 39,1 |
|                      | Keith Moody    | Liberal Party           | 7.859   | 14,8 |
|                      | Colin Weir     | Scottish National Party | 3.548   | 6,7  |
| Gesamt               | Gesamt         | Gesamt                  | 53.109  | 100  |
|                      |                |                         |         |      |
| Quelle: UK Parlament |                |                         |         |      |

### Parlamentswahl 1992
| Kandidaten           | Kandidaten       | Parteien                | Stimmen | %    |
| -------------------- | ---------------- | ----------------------- | ------- | ---- |
|                      | Phil Gallie      | Conservative Party      | 22.172  | 40,8 |
|                      | Alastair Osborne | Labour Party            | 22.087  | 40,6 |
|                      | Barbara Mullin   | Scottish National Party | 5.949   | 10,9 |
|                      | John Boss        | Liberal Democrats       | 4.067   | 7,5  |
|                      | Richard Scott    | Natural Law Party       | 132     | 0,2  |
| Gesamt               | Gesamt           | Gesamt                  | 54.407  | 100  |
|                      |                  |                         |         |      |
| Quelle: UK Parlament |                  |                         |         |      |

### Parlamentswahl 1997
| Kandidaten           | Kandidaten     | Parteien                | Stimmen | %    |
| -------------------- | -------------- | ----------------------- | ------- | ---- |
|                      | Sandra Osborne | Labour Party            | 21.679  | 48,4 |
|                      | Phil Gallie    | Conservative Party      | 15.136  | 33,8 |
|                      | Ian Blackford  | Scottish National Party | 5.625   | 12,6 |
|                      | Clare Hamblen  | Liberal Democrats       | 2.116   | 4,7  |
|                      | John Enos      | Referendum Party        | 200     | 0,4  |
| Gesamt               | Gesamt         | Gesamt                  | 44.756  | 100  |
|                      |                |                         |         |      |
| Quelle: UK Parlament |                |                         |         |      |

### Parlamentswahl 2001
| Kandidaten           | Kandidaten     | Parteien                 | Stimmen | %    |
| -------------------- | -------------- | ------------------------ | ------- | ---- |
|                      | Sandra Osborne | Labour Party             | 16.801  | 43,6 |
|                      | Phil Gallie    | Conservative Party       | 14.256  | 37,0 |
|                      | Jim Mather     | Scottish National Party  | 4.621   | 12,0 |
|                      | Stuart Richie  | Liberal Democrats        | 2.089   | 5,4  |
|                      | James Stewart  | Scottish Socialist Party | 692     | 1,8  |
|                      | Joseph Smith   | UK Independence Party    | 101     | 0,3  |
| Gesamt               | Gesamt         | Gesamt                   | 38.560  | 100  |
|                      |                |                          |         |      |
| Quelle: UK Parlament |                |                          |         |      |